# Uromyces miurae
Uromyces miurae är en svampart som beskrevs av Syd. & P. Syd. 1913. Uromyces miurae ingår i släktet Uromyces och familjen Pucciniaceae.   Inga underarter finns listade i Catalogue of Life.